# Zakalec

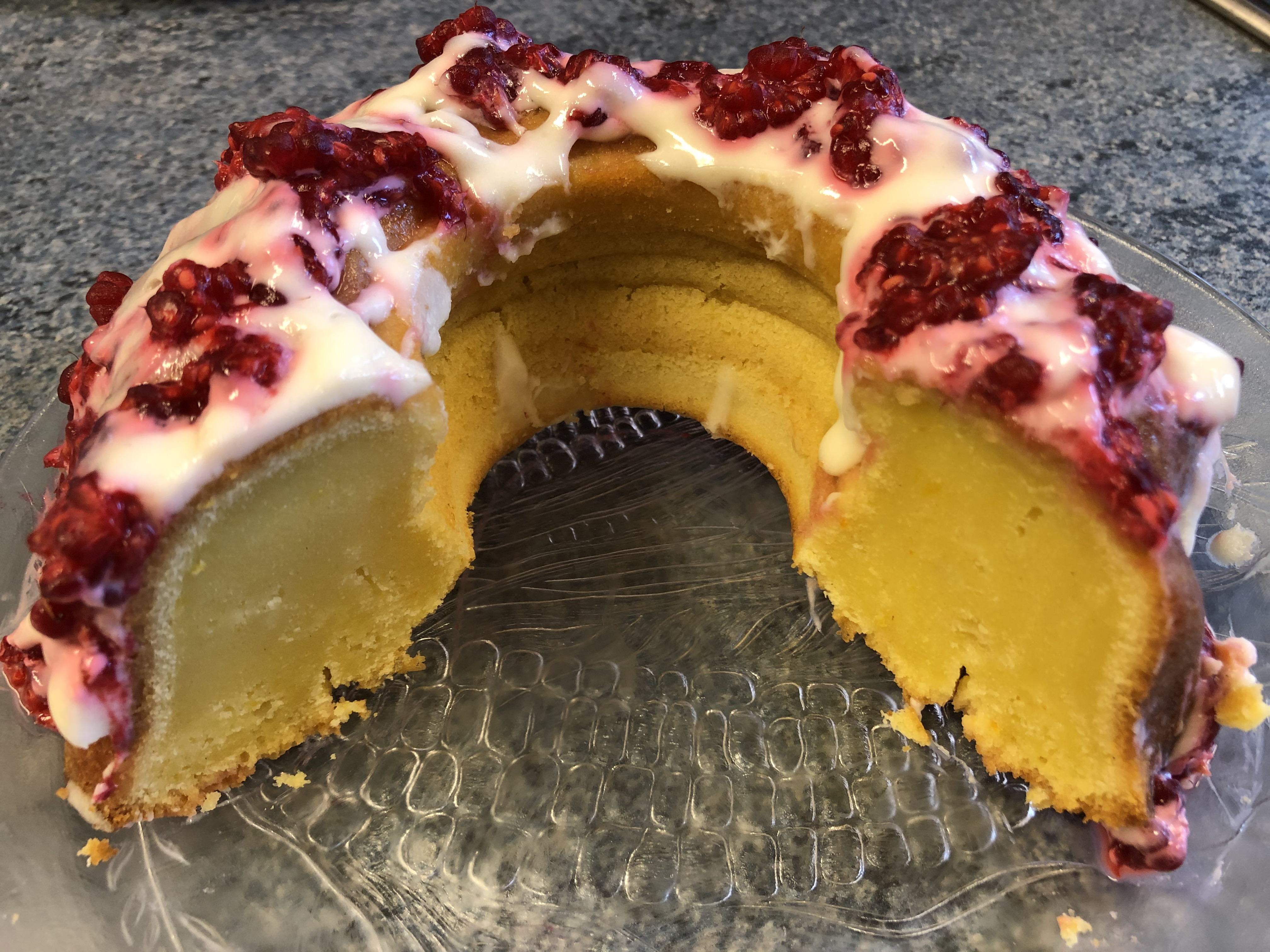
Zakalec we wnętrzu babki cytrynowej. Przypuszczalna przyczyna powstania to przedwczesne otwarcie piekarnika i wynikający z tego nagły spadek temperatury.

Zakalec – nieudana, niewyrośnięta lub niewypieczona warstwa w cieście lub całe takie ciasto.

## Przyczyny
Przyczyny powstawania zakalca nie są do końca jasne. Nawet osoby z doświadczeniem w pieczeniu ciast nie są zupełnie zgodne i podają m.in. następujące hipotezy powstawania zakalca:
- błąd w przepisie na ciasto
  - zbyt dużo obciążających składników w cieście (cukier i tłuszcz)[1]
  - za dużo wody (płynu) w cieście[2]
- błędy w przygotowaniu ciasta
  - dodanie proszku do pieczenia do zbyt ciepłej masy (np. ciasta z roztopionym masłem)[1]
  - zbyt szybkie wymieszanie składników ciasta po dodaniu piany do reszty składników[3]
  - zbyt długie mieszanie składników ciasta, skutkujące zwartą konsystencją[4]
  - zbyt wysoka temperatura pieczenia[2]
  - za krótki czas pieczenia[2]
  - nadmierne wysuszenie ciasta od góry, przez co nie może ono wyrosnąć[3]
  - postawienie świeżo wyjętego z piekarnika ciasta w chłodne miejsce[1]
  - zastosowanie do pieczenia mąki, w której nastąpił rozkład skrobi i białek[5]